# 6474 Choate
6474 Choate eller 1987 SG1 är en asteroid i huvudbältet som upptäcktes den 21 september 1987 av den amerikanske astronomen Edward L.G. Bowell vid Anderson Mesa Station. Den är uppkallad efter Dennis Choate.
Asteroiden har en diameter på ungefär 8 kilometer och den tillhör asteroidgruppen Mitidika.